# Playa Las Cavas (Salto)
 (janvier 2023).
La mise en forme du texte ne suit pas les recommandations de Wikipédia : il faut le « wikifier ».
Les points d'amélioration suivants sont les cas les plus fréquents :
- Les titres sont pré-formatés par le logiciel. Ils ne sont ni en capitales, ni en gras.
- Le texte ne doit pas être écrit en capitales (les noms de famille non plus), ni en gras, ni en italique, ni en « petit »…
- Le gras n'est utilisé que pour surligner le titre de l'article dans l'introduction, une seule fois.
- L'italique est rarement utilisé : mots en langue étrangère, titres d'œuvres, noms de bateaux, etc.
- Les citations ne sont pas en italique mais en corps de texte normal. Elles sont entourées par des guillemets français : « et ».
- Les listes à puces sont à éviter, des paragraphes rédigés étant largement préférés. Les tableaux sont à réserver à la présentation de données structurées (résultats, etc.).
- Les appels de note de bas de page (petits chiffres en exposant, introduits par l'outil «  Source ») sont à placer entre la fin de phrase et le point final[comme ça].
- Les liens internes (vers d'autres articles de Wikipédia) sont à choisir avec parcimonie. Créez des liens vers des articles approfondissant le sujet. Les termes génériques sans rapport avec le sujet sont à éviter, ainsi que les répétitions de liens vers un même terme.
- Les liens externes sont à placer uniquement dans une section « Liens externes », à la fin de l'article. Ces liens sont à choisir avec parcimonie suivant les règles définies. Si un lien sert de source à l'article, son insertion dans le texte est à faire par les notes de bas de page.
- La présentation des références doit suivre les conventions bibliographiques. Il est recommandé d'utiliser les modèles {{Ouvrage}}, {{Chapitre}}, {{Article}}, {{Lien web}} et/ou {{Bibliographie}}. Le mode d'édition visuel peut mettre en forme automatiquement les références.
- Insérer une infobox (cadre d'informations à droite) n'est pas obligatoire pour parachever la mise en page.

Pour une aide détaillée, merci de consulter Aide:Wikification.
Si vous pensez que ces points ont été résolus, vous pouvez retirer ce bandeau et améliorer la mise en forme d'un autre article.
La Playa Las Cavas est une plage de sable blanc sur la rive gauche du Río Uruguay à  Salto en Uruguay. La playa Las Cavas fait partie des trois plages fluviales aménagées mais est la plus fréquentée sur la Costanera de Salto .

## Géographie

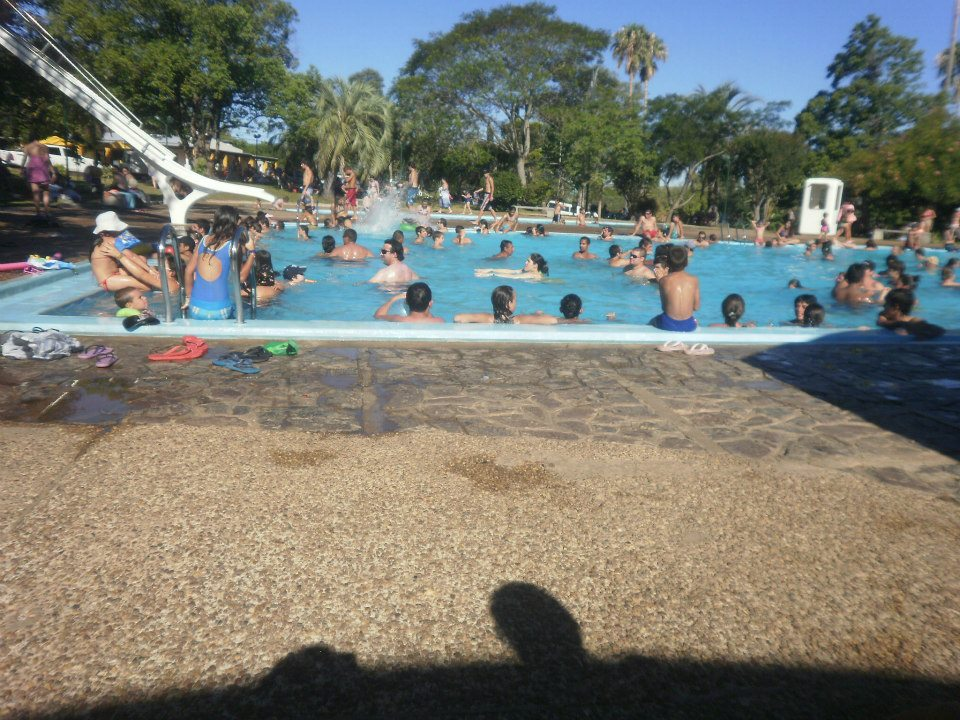
Salto est aussi une ville de loisirs balnéaires sur la rive gauche du río Uruguay.

La Playa Las Cavas est une plage urbaine située sur la rive gauche du fleuve Uruguay à Salto, ville touristique davantage connue pour ses activités thermales, son site portuaire et son centre historique. Certes, les plages de Salto sont moins courues que celles de la rive droite du fleuve en Argentine, depuis Concordia jusqu'à Colón où celles-ci bénéficient d'une forte mise en valeur touristique. Bien qu'elles soient du même environnement fluvial avec les mêmes caractéristiques naturelles, les plages de Salto sont moins connues mais elles sont devenues des lieux de détente de plus en plus prisés pour les salteños  et les habitants de sa région.
Le long de son cours inférieur, depuis les chutes de Salto Grande et de Salto Chico jusqu'à son embouchure dans le Río de la Plata, le río Uruguay  charrie de grandes quantités de sédiments alluviaux où se forment sur ses deux rives des plages naturelles par l'accumulation des sables et des limons. 
À Salto, plusieurs plages  naturelles se sont ainsi constituées et sont devenues des sites balnéaires fréquentés davantage par les citadins de Salto que par les touristes qui les découvrent fortuitement. 
La Playa Las Cavas est réputée localement pour être l'un  des sites touristiques les plus courus en été à Salto. La plage est située sur la
Costanera Norte, rambla qui longe la rive gauche du fleuve à Salto, et est accessible par l'Avenue Paraguay. La plage est particulièrement fréquentée  par les salteños à la saison estivale grâce aux eaux calmes du fleuve et aux conditions naturelles de son site fluvial. Elle est formée de sables blancs, mêlés de petits galets arrondis, et est ombragée par des bosquets de saules qui parsèment les rives du fleuve. C'est une plage populaire et familiale qui bénéficie d'un cadre naturel incitant à la détente et au repos. Elle est enregistrée sur la liste municipale des parcs et plages de Salto. 
Cette plage fluviale est de plus sécurisée faisant partie des secteurs habilités pour la baignade et qui est strictement encadrée par les services sanitaires de la ville. Les lieux  de baignade surveillée sur le Río Uruguay aux environs de Salto sont la Playa Las Cavas et la Playa Salto Chico, qui sont deux plages équipées de postes de maitres-nageurs en été , ainsi que sur les rives du Río Daymán avec la  Playa Daymán et sur le Lago de Salto Grande avec la Playa 1 et la  Playa 2.
L'intérêt de cette plage vient de sa proximité du centre de la ville avec, dans ses alentours immediats, des restaurants et cafés et le site touristique du port de Salto. De plus, la plage va bénéficier  de nouveaux aménagements avec la construction d'un pont suspendu au-dessus d'un petit ravin, d'un cheminement piétonnier et d'un embellissement.
Au nord de la Playa Las Cavas se trouve la Playa "Salto Chico"
qui est située à 3 km du port de Salto, également sur la rive gauche du río Uruguay. C'est un secteur de petites cascades, avec une plage naturelle, équipé d'un camping, et propice pour l'observation de la nature. Face aux rapides se trouvent le Parador Ayuí et la Plazoleta del Éxodo. Cette zone côtière avec la plage de galets est habilitée  à la baignade en été, avec un service de surveillance. 
Sur la rive côtière du fleuve, la Costanera Norte, les deux plages de Salto, Playa Las Cavas et Playa Salto Chico,  sont bien équipées avec éclairage public, cabines hygiéniques, bancs et tables de pique-nique, aires de barbecue, sentiers piétons, terrains de football et volley de plage.